# Елиминационна клетка (2014)
Елиминационна клетка 2014 (Elimination Chamber 2014) е турнир на Световната федерация по кеч.
Турнирът е pay-per-view и се провежда на 23 февруари 2014 г. на „Таргет Център“.

## Резултати
| #           | Мач | Правила                                                                         | Време |
| ----------- | --- | ------------------------------------------------------------------------------- | ----- |
| Преди шоуто | Коуди Роудс и Голдъст победиха Къртис Аксел и Райбек                                                          | Отборен мач                                                                     | 10:20 |
| 1           | Големия И (c) победи Джак Фукльото                                                                            | Сингъл мач за интерконтиненталната титла                                        | 11:50 |
| 2           | Ню Ейдж Разбойниците (Род Догг и Били Гън) (c) победиха Братята Усо                                           | Отборен мач за отборните титли на федерацията                                   | 8:37  |
| 3           | Тайтъс О'Нийл победи Дарън Йънг                                                                               | Сингъл мач                                                                      | 6:17  |
| 4           | Семейство Уаят (Брей Уаят, Люк Харпър, и Ерик Роуън) победиха Щитът (Дийн Амброус, Сет Ролинс, и Роман Рейнс) | Отборен мач между 6 мъже                                                        | 22:44 |
| 5           | Камерън победи Ей Джей Лий (c) (с Тамина) чрез дискфалификация                                                | Сингъл мач за титлата на дивите                                                 | 3:59  |
| 6           | Батиста победи Алберто Дел Рио                                                                                | Сингъл мач                                                                      | 7:09  |
| 7           | Ранди Ортън (c) победи Джон Сина, Шеймъс, Даниел Брайън, Антонио Сезаро и Крисчън                             | Мач Елиминационната клетка за Световната титла в тежка категория на Федерацията | 37:33 |

### Елиминационната Клетка входове и елиминации
| Елиминиран | Участник       | Въведен | Елиминиран от | Елиминиран ход                                | Време |
| ---------- | -------------- | ------- | ------------- | --------------------------------------------- | ----- |
| 1          | Шеймъс         | 2       | Крисчън       | след Жабешко цамбурване от върха на капсулата | 26:00 |
| 2          | Крисчън        | 4       | Даниел Брайън | след високо коляно                            | 27:07 |
| 3          | Антонио Сезаро | 1       | Джон Сина     | след STF-U                                    | 30:04 |
| 4          | Джон Сина      | 5       | Ранди Ортън   | след сестра aбигейл от Брей Уаят              | 32:32 |
| 5          | Даниел Брайън  | 3       | Ранди Ортън   | след RKO                                      | 37:24 |
| Победител  | Ранди Ортън    | 6       | N/A           | N/A                                           | N/A   |